# Girls' Generation-TTS
Girls' Generation-TTS (en hangul, 소녀시대-태티서, también conocido como TTS, TaeTiSeo o Girls' Generation-TaeTiSeo) es la primera subunidad del grupo femenino surcoreano Girls' Generation, formada por SM Entertainment en 2012. El trío está compuesto por Taeyeon, Tiffany y Seohyun.

## Historia

### 2012-2013: Formación yTwinkle
Un comunicado de SM Entertainment en relación con Girls' Generation-TTS, afirmó que la intención de la nueva subunidad era «llamar la atención de los fanes en todos los aspectos de la música, actuación y estilos de moda». También sugiere la posibilidad de formar otras subunidades integradas por otras miembros. Se dijo que las tres integrantes fueron elegidas no solo por sus voces, sino también por ser presentadoras de Show! Music Core de MBC. Una imagen promocional que muestra a las tres miembros en diversos colores y adornos, fue lanzada junto con el anuncio de la subunidad, acompañado de su primer miniálbum, Twinkle que fue lanzado físicamente el 2 de mayo de 2012 y digitalmente el 29 de abril. Gracias a «Twinkle», su sencillo debut, el trío ha ganado múltiples victorias en diferentes programas musicales. El 28 de junio, TTS ganó el premio «Trendy Music» en los Mnet 20's Choice Awards. Otros artistas nominados fueron F.T. Island, Big Bang, Sistar y Miss A. Girls'Generation-TTS logó ganar el premio con el 27.2% de votos de los fanes. El grupo apareció en la portada de Elle Girl para la edición de julio de 2012, siendo el primer artista coreano en aparecer en la revista.
El 15 de octubre, TTS se presentó en Yeosu Expo Celebratory Show, donde interpretó las canciones «Twinkle» y «Baby Steps». La subunidad realizó una presentación en SMTOWN Live World Tour III en Tokio. Las chicas hicieron un cover de la canción «DJ Got Us Fallin' in Love» de Usher, junto a EXO, que fue transmitido por el canal japonés Fuji TV Next. Un mes después, el grupo apareció en Love in Asia de KBS, un programa que busca concienciar a los países cercanos a Corea del Sur. Taeyeon, Tiffany y Seohyun, mientras se encontraban en el estudio de grabación en Corea, interpretaron «Twinkle». Esta actuación se transmitió para los fanes vietnamitas de Girls' Generation en Vietnam. Después de la presentación, varios fanáticos también tuvieron la oportunidad de hacerles varias preguntas a las chicas mediante un traductor.

### 2014-2017: Últimos lanzamientos
El 15 de marzo de 2014, TTS se presentó en Wapop Concert, celebrado en Seúl. Cuatro meses después, el grupo realizó una presentación en BlueOne Dream Festival, donde interpretó tres canciones de su álbum debut. El festival se realizó en el BlueOne Water Park. Las tres cantantes protagonizaron su propio programa, The TaeTiSeo, el cual comenzó a transmitirse el 26 de agosto a través de OnStyle. En septiembre, se anunció que la subunidad haría un regreso a mitad de ese mes. Dos semanas después, fue lanzado el teaser para el videoclip de «Holler», sencillo del álbum con el mismo nombre que fue lanzado digitalmente el 16 de septiembre y físicamente el 18 de septiembre. Holler debutó en el primer puesto de Gaon Albums Chart y de Billboard World Albums Chart. Con este logro, TTS se convirtió en el tercer artista coreano, y en el primer grupo femenino, en obtener más veces el primer lugar en la lista anteriormente mencionada. A mitad de las promociones del disco, el grupo apareció en el programa de radio FM Date de KBS, presentado por su compañera Sunny. El 3 de octubre, TTS apareció en Yoo Heeeyeol’s Sketchbook, donde interpretó «Holler» y una versión corta de «Only U». Luego, después de una breve entrevista, terminaron con una versión de la canción «Cater 2 U» de Destiny's Child. Cuatro días después, el grupo se presentó en Wapop Concert por tercera vez. La subunidad interpretó dos canciones de Holler y al día siguiente, realizaron una presentación en el programa de radio Lee Sora’s Music Plaz de KBS Cool FM.
En diciembre de 2015, TTS lanzó su tercer EP, un álbum especial de Navidad titulado Dear Santa. El álbum debutó en el segundo puesto de Gaon Album Chart y ha vendido 60 456 copias hasta la fecha. Seohyun escribió la letra del sencillo. Como un esfuerzo por apoyar la educación musical para los niños en Asia, TTS contribuyó con una parte de las ganancias de las ventasa una organización benéfica llamada Smile for U, una campaña realizada entre SM Entertainment y Unicef.
El 31 de julio de 2016, TTS se presentó en la KCON, celebrada en el Staples Center en Los Ángeles. El trío cantó cuatro canciones, incluyendo su propia versión de «Party». Un año después, SM Entertainment anunció oficialmente que Tiffany y Seohyun no habían renovado su contrato con la misma, pero que ellas aún continúan en el grupo. Desde entonces, el trío permanece en un hiatus indefinido.